# خنس
خِنِس (به ترکی استانبولی: Hınıs) شهری است در کشور ترکیه که در استان ارزروم واقع شده‌است. جمعیت این شهر بر اساس سرشماری سال ۲۰۰۸ میلادی ۹٬۸۰۳ نفر و بر اساس برآوردهای سال ۲۰۰۹ میلادی ۸٬۸۰۴ نفر می‌باشد.